# Culto micaelico presso i Longobardi

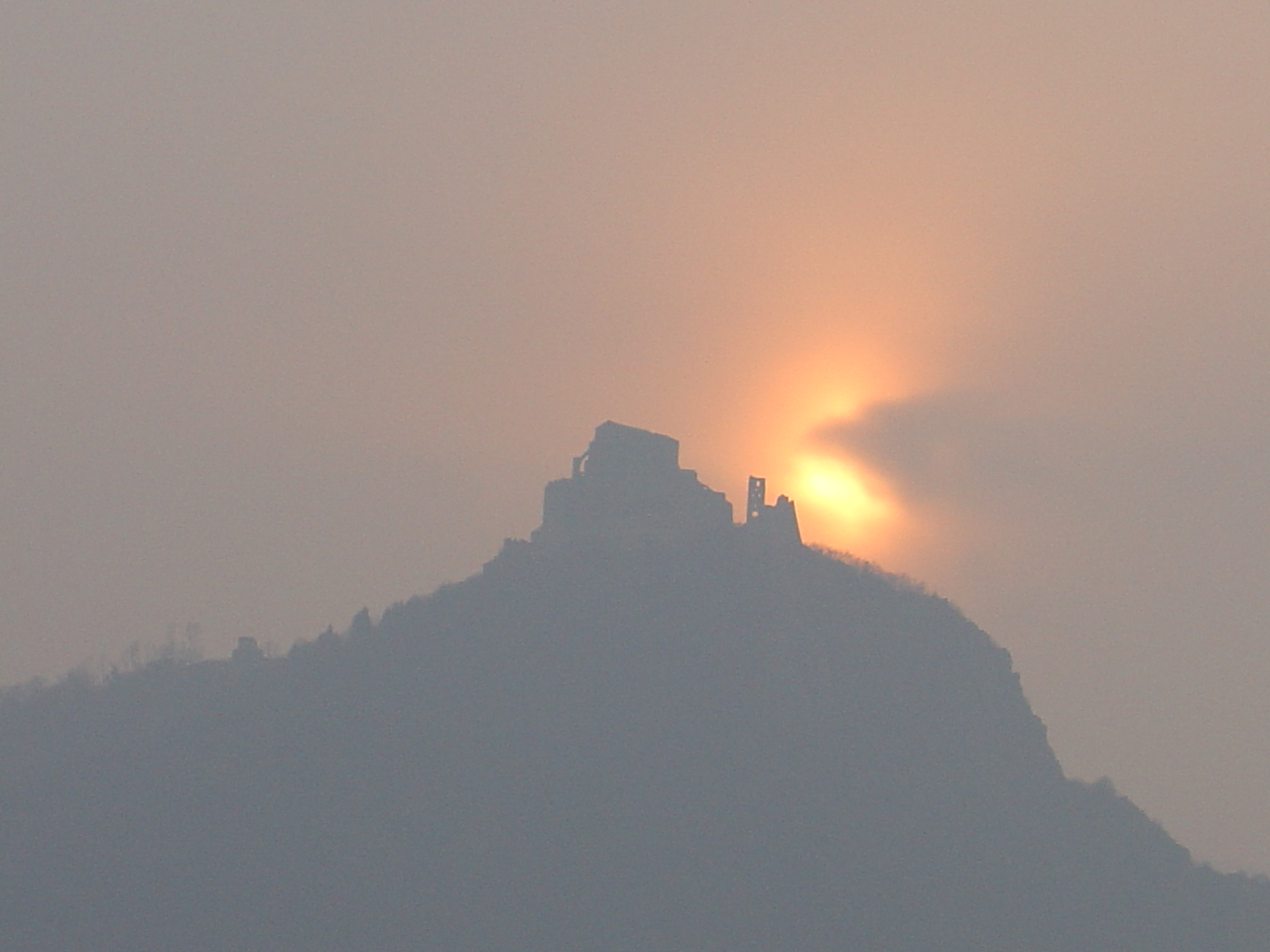
La Sacra di San Michele, in Val di Susa, prima tappa italiana di quella variante della Via Francigena che, attraverso tutta la Penisola, raggiungeva il santuario di San Michele Arcangelo sul Gargano, dal quale era poi possibile salpare per la Terra santa.

Il culto micaelico si sviluppò presso i Longobardi dopo la conversione al cattolicesimo del popolo germanico, avvenuta dopo il loro stanziamento in Italia (568) e completata durante il regno di Cuniperto (688-700). I Longobardi riservarono una particolare venerazione all'arcangelo Michele, al quale attribuirono le virtù guerriere un tempo adorate nel dio germanico Odino. All'arcangelo i Longobardi dedicarono diversi edifici religiosi in tutta Italia; in particolare, nel territorio del ducato di Benevento sorgeva il santuario di San Michele Arcangelo, fondato prima dell'arrivo dei Longobardi ma da questi adottato come santuario nazionale a partire dalla loro conquista del Gargano (VII secolo). La devozione all'arcangelo rimase tra le più sentite durante l'intero regno longobardo, accanto a quelle di Giovanni Battista, del Salvatore e, in misura minore, di un altro santo "guerriero", san Giorgio.

## Le origini del culto
La conversione dei Longobardi al cattolicesimo dall'arianesimo e dal paganesimo che professavano al momento del loro ingresso in Italia fu un processo graduale, che occupò tutto il VII secolo e che si accompagnò a divisioni politiche e ideali all'interno della gens Langobardorum. L'opera di conversione fu avviata dalla regina Teodolinda (589-626).
Il culto micaelico si sviluppò quindi entro un contesto di religiosità arcaica, presso la quale trovava terreno particolarmente fertile la venerazione dei santi, percepiti come affini alle divinità di ascendenza norrena della tradizione più antica del popolo. In Michele, l'angelo che difende spada in pugno la fede in Dio contro le orde di Satana, i Longobardi riconobbero in particolare le virtù di Odino, dio della guerra, guida verso l'aldilà e protettore degli eroi e dei guerrieri avvertito come particolarmente vicino ai Longobardi fin dal loro mito delle origini.
Epicentro del culto micaelico presso i Longobardi fu il santuario del Gargano, dal quale si irradiò in tutto il regno longobardo; l'arcangelo guerriero fu presto considerato il santo patrono dell'intero popolo.

## Il culto istituzionale

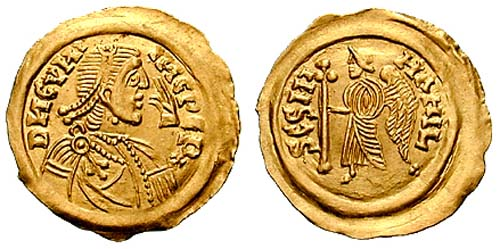
Tremisse di Cuniperto, zecca di Pavia; sul rovescio (a destra) compare san Michele stante volto a sinistra con una lunga croce e la legenda SCS MI-HAHIL

Dall'epicentro garganico il culto micaelico fu diffuso nella parte settentrionale del regno (Langobardia Maior) da re Grimoaldo (662-671) che, pur essendo originario del ducato del Friuli, nel 651 era divenuto duca di Benevento. L'Historia Langobardorum annota una visione nella quale l'arcangelo, insieme a san Giovanni Battista e a san Pietro, apparve a un eremita al quale si era rivolto l'imperatore bizantino Costante II, che era sbarcato in Italia con l'intenzione di ristrapparla ai Longobardi. La profezia, ideata all'interno della tradizione agiografica beneventana (VIII secolo) e recepita da Paolo Diacono, consigliava l'imperatore di desistere dal suo tentativo, poiché la grande devozione manifestata dai Longobardi garantiva loro l'appoggio divino; Costante era stato infatti sconfitto da Grimoaldo nel 663.
Il culto fu poi alimentato dai successori di Grimoaldo e ricevette un particolare impulso con Cuniperto. Il sovrano era un esponente della dinastia Bavarese, radicata tra i ducati occidentali della Langobardia Maior (Neustria) e filo-cattolica fin dai tempi di Teodolinda, e nel 689 sconfisse nella decisiva battaglia di Coronate l'usurpatore Alachis, duca di Trento e alfiere della fronda filo-ariana dei ducati orientali (Austria); nella memorialistica, ripresa e tramandata da Paolo Diacono nella sua Historia Langobardorum. Cuniperto presentò la battaglia come una sorta di giudizio di Dio tra lui e Alachis, con l'arcangelo Michele nel ruolo dell'arbitro che avrebbe decretato la vittoria della fazione ortodossa e legittimista e, al tempo stesso, la vergogna individuale e il fallimento politico e militare dell'usurpatore. Conseguentemente a questo disegno, Cuniperto introdusse l'effigie dell'arcangelo anche nella monetazione coniata durante il suo regno.
Un'attestazione indiretta della forte presenza del culto micaelico in età longobarda, anche al di fuori dei confini del regno, è l'intitolazione all'arcangelo della Mole Adriana: papa Gregorio I, che era in stretti rapporti epistolari con la regina Teodolinda, ribattezzò infatti la rocca "Castel Sant'Angelo" quando, nel 590, avrebbe avuto una visione nella quale proprio l'arcangelo rinfoderava la sua spada, a simboleggiare il termine di una pestilenza che aveva devastato Roma.

### Le architetture religiose
In territorio longobardo furono erette numerose chiese intitolate a san Michele.

#### Langobardia Maior

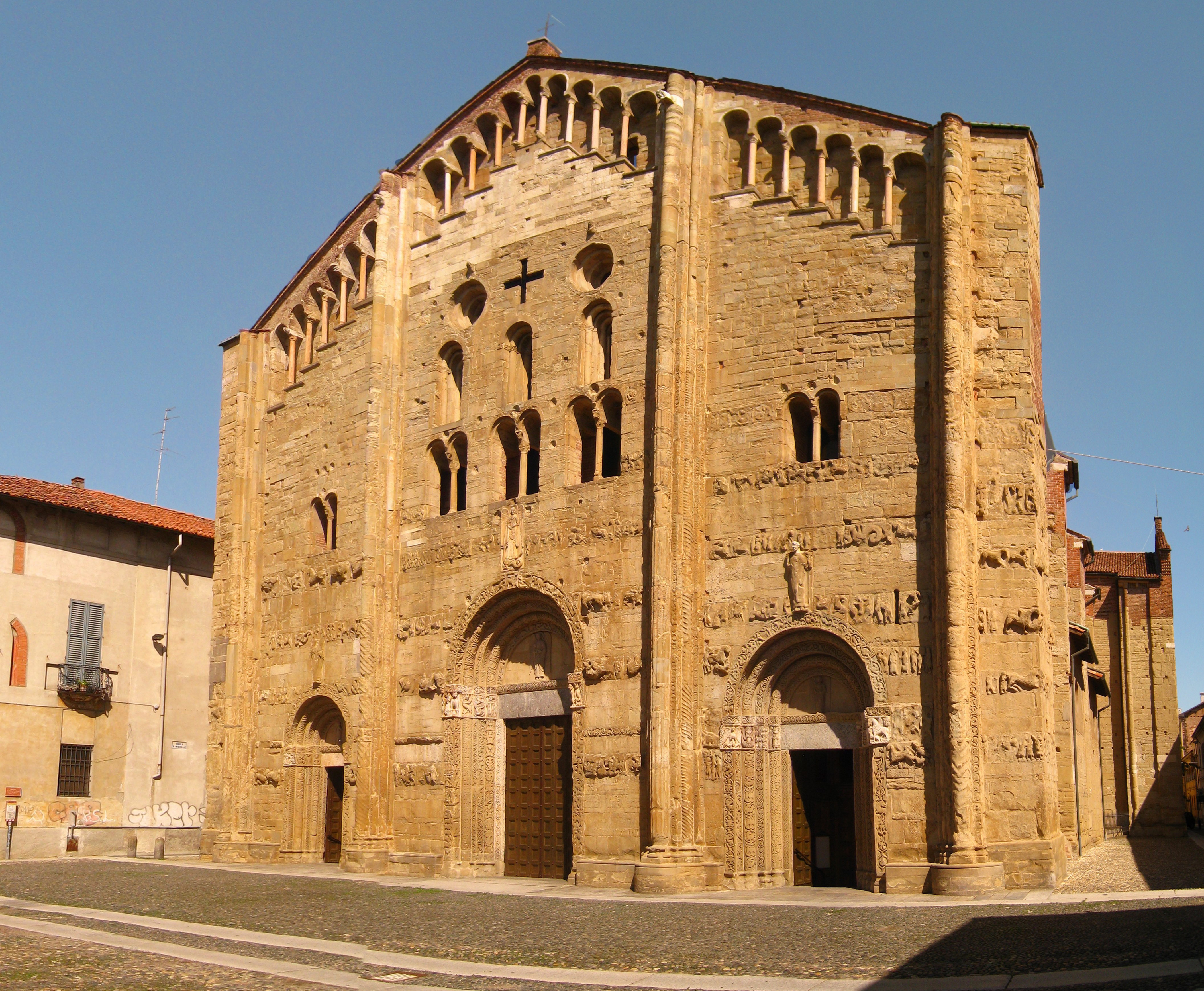
Basilica di San Michele Maggiore, Pavia.

A Pavia, capitale del regno longobardo, era presente una basilica intitolata all'arcangelo Michele certamente già edificata al tempo del regno di Pertarito: la chiesa, attigua al Palazzo Reale, fu distrutta da un incendio nel 1004, per poi essere ricostruita in forme romaniche a partire dalla fine dell'XI secolo.
Tra i principali centri del culto micaelico nella Langobardia Maior spiccava la Sacra di San Michele, alla cui protezione era affidato il sistema difensivo delle Chiuse del Colle del Moncenisio, in Val di Susa; in età longobarda nel luogo dell'abbazia era certamente presente una rocca militare, mentre l'edificio monastico attuale, romanico, fu edificata a partire dalla fine del X secolo. La Sacra costituiva la prima tappa in territorio italiano di quella variante della Via Francigena chiamata “Via Sacra Langobardorum”, un cammino di pellegrinaggio che muoveva da Mont-Saint-Michel in Normandia e giungeva fino a San Michele sul Gargano; collegando i tre principali luoghi sacri dell'epoca dedicati all'arcangelo, il percorso proseguiva poi via mare verso la Terra santa.

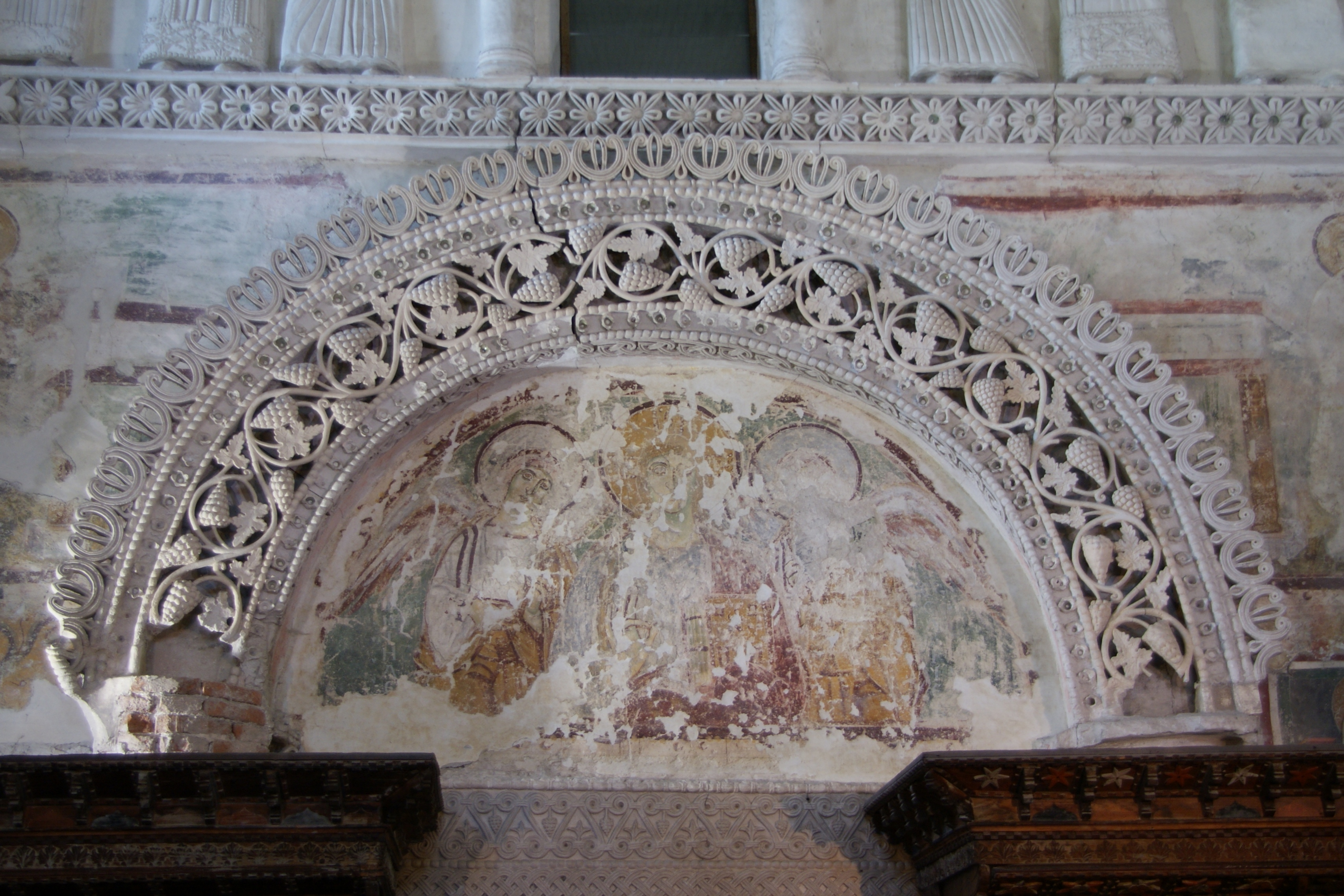
Cristo tra gli arcangeli Michele e Gabriele, lunetta del Tempietto longobardo (Cividale)

La principale testimonianza architettonica longobarda in Langobardia Maior, è il Tempietto longobardo di Cividale, capoluogo dell'importante Ducato del Friuli: la lunetta della porta è incorniciata tra intrecci di vitigni con grappoli, al cui centro è raffigurato Cristo tra gli arcangeli Michele e Gabriele.
Altre chiese intitolate a san Michele fondate in età longobarda si trovano a Lucca, capoluogo del ducato di Tuscia o nelle immediate vicinanze: San Michele in Foro, riedificata in forme romaniche dall'XI secolo, una in località Antraccoli, una in località Escheto, una a Massarosa in località Corsanico. Ve ne sono poi numerose altre in tutta Italia la cui origine longobarda, seppur probabile, non è attestata con certezza dalla fonti, salvo che per la chiesa di San Michele a Cremona e per la prepositurale di San Michele a Busto Arsizio. A Vittorio Veneto, sede del Ducato di Ceneda, esiste ancora il corpo della chiesetta romanica di San Michele risalente al VII secolo, la quale però è stata dismessa e ridotta ad abitazione nel XIX secolo in seguito all'edificazione di una nuova parrocchiale nelle vicinanze.

#### Langobardia Minor
Il santuario di San Michele Arcangelo fu oggetto del mecenatismo monumentale sia dei duchi di Benevento, sia dei re installati a Pavia, che promossero numerosi interventi di ristrutturazione per facilitare l'accesso alla grotta dove, secondo la tradizione, l'arcangelo era apparso la prima volta (V secolo) e per alloggiare i pellegrini. San Michele Arcangelo divenne così una delle principali mete di pellegrinaggio della cristianità, tappa della Via Francigena; dopo la caduta del regno longobardo (774) il santuario, divenuto il principale centro del culto micaelico dell'Occidente, conservò la propria importante funzione all'interno della Langobardia Minor, sempre nell'ambito del ducato del Benevento che in quello stesso 774 si elevò, per iniziativa di Arechi II, al rango di principato; quando anche Benevento cadde, nel corso dell'XI secolo, di San Michele Arcangelo si presero cura prima i Normanni, poi gli Svevi e gli Angioini, che si legarono a loro volta al culto micaelico e intervennero ulteriormente sulla struttura del santuario, modificandone la parte superiore e arricchendolo di nuovi apparati decorativi.
La grotta di San Michele a Casalbore e la grotta della Morgia Sant'Angelo (o "della Leonessa") a Cerreto, nello stesso ducato di Benevento, furono parimenti dedicate dai Longobardi al culto dell'arcangelo.

### La monetazione

#### Monetazione regia

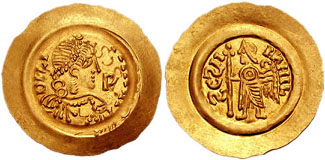
Tremisse di Liutprando, zecca di Pavia; sul rovescio (a destra) compare san Michele stante, con croce e scudo, e la legenda SCS MIHIL

Nella monetazione regia longobarda, l'effigie dell'arcangelo sostituì quella della Vittoria sulle monete coniate dagli anni 690 circa agli anni 740 circa, durante i regni di Cuniperto (688-700), di Ariperto II (702-712) e di Liutprando (712-744). Il disegno al rovescio di questa monete, che rappresenta l'arcangelo, si distingue, oltre che per la legenda (SCS MIHAHIL e simili), per gli attributi: mentre la Vittoria era ornata dalla corona nella mano destra, l'arcangelo reca uno scudo tenuto nella mano sinistra e una lunga croce nella destra.

#### Monetazione beneventana

Denaro di Adelchi; sul rovescio (a destra) una croce potenziata ornata da rosette e la legenda A • RHANGELVMICHAEL

Il Ducato di Benevento ebbe una propria monetazione, in parte autonoma rispetto a quella regia, nella quale la dedica all'arcangelo iniziò ad apparire sotto Grimoaldo IV (806-817). Il richiamo a san Michele, sempre al rovescio, presenta caratteristiche formali differenti rispetto a quelle presenti nella monetazione regia del VII-VIII secolo: la legenda • ARCHANGELVS MICHAEL circondava una croce, a bracci di uguale lunghezza, accostata da quattro losanghe. La dedica è presente anche nella coniazione aurea di Sicone (817-832), che introdusse il nuovo tipo con l'immagine dell'arcangelo al rovescio, ritratto di fronte con il pastorale nella destra e una croce nella sinistra, e la legenda ΛRCHANGELVS MICHΛЄL con le sue varianti. Questo tipo era stato già impiegato nella monetazione bizantina per tutto il VII secolo. Sicone usò questo tipo solo per i solidi; per i tremissi fu impiegato quello tradizionale con la croce potenziata, ma la legenda anche in questo caso era ΛRCHANGELVS MICHΛЄL. Sotto il figlio e successore di Sicone, Sicardo (832-839), il tipo con l'arcangelo Michele al rovescio non fu più usato.
La dedica a san Michele fu frequente anche nell'importante monetazione di Adelchi di Benevento (853-877), durante la quale assunse varie forme, sempre al rovescio: una croce accantonata da quattro losanghe ed intorno la legenda • ARHANGEMIHAE; la legenda A • RHANGELVMICHAEL con una croce, potenziata nell'asta orizzontale, e sette globuli ad ogni braccio dell'asta verticale; una croce di Santo Spirito affiancata dalle lettere M ed H (per Michael) e la legenda + ADELHIS PRINCES; le lettere P ADL R (principe Adelchi) disposte su tre righe a formare una croce con intorno legenda + ARHANGELMIHAEL.

### Fonti primarie
- (LA) NN, Origo gentis Langobardorum, a cura di Georg Waitz, MGH - Scriptores rerum Langobardicarum et Italicarum saec. VI-IX, 1-6, Hannover, 1878. Testo in Wikisource.
- (LA) Paolo Diacono, Historia Langobardorum, a cura di Georg Waitz, MGH - Scriptores rerum Langobardicarum et Italicarum saec. VI-IX, 12-219, Hannover, 1878. Testo in Wikisource.

### Letteratura storiografica
- Memmo Cagiati, La zecca di Benevento, ristampa anastatica, Milano, Fermi, 2003  [1916-17], ISBN 978-88-271-0957-1.
- Paolo Diacono, Storia dei Longobardi, Commento e traduzione a cura di Lidia Capo, Milano, Lorenzo Valla/Mondadori, 1992, ISBN 88-04-33010-4.
- Pierluigi De Vecchi e Elda Cerchiari, I Longobardi in Italia, in L'arte nel tempo, Vol. 1, tomo II, Milano, Bompiani, 1991,  pp. 305-317, ISBN 88-450-4219-7.
- (EN) Philip Grierson e Mark Blackburn, Medieval European Coinage (MEC), Vol. 1, Cambridge University Press, 2007, ISBN 978-0-521-03177-6.
- Jörg Jarnut, Storia dei Longobardi, Torino, Einaudi, 2002,  p. 148, ISBN 978-88-06-16182-8.
- Alba Sali, Verso Michele: inseguendo segni sogni e farfalle, Edizioni Mediterranee, ISBN 9788827229583.
- Nicola Vigliotti, Il culto micaelico nella Grotta della Leonessa in Cerreto Sannita, Comunità montana del Titerno, 2000.
- (EN) Warwick William Wroth, Catalogue of the coins of the Vandals, Ostrogoths and Lombards, and of the empires of Thessalonica, Nicaea and Trebizond in the British museum, Londra, 1911.